# 松原静香
松原 静香（まつばら しずか、1988年4月8日 - ）は、東京都出身の元女優、元歌手、元タレント、元グラビアアイドル、元読者モデル、元モデル。所属事務所はスターダストプロモーション→ワンエーティープロモーション→スパイス（ファンプレイス スパイス事業部）。

## 人物・来歴
2004年に「週刊ヤングジャンプ」の「制コレ04」で4teens受賞をきっかけに、本格的に芸能活動を開始。2006年の「ミス・エアギタージャパン・コンテスト」でグランプリ受賞。
一時期、芸能人女子フットサルチーム「南葛YJシューターズ」（現：南葛シューターズ）に所属していた。その後、S Cawaii!、渋谷系ファッション&ビューティーマガジンSGなど、読者モデルを中心に活動。
2016年12月末を以って所属していたスパイスを離れ、芸能界を事実上引退した。
2017年3月19日に結婚し、8月に長女を出産した。
本人からのコメント・・・「結婚しました 30歳までに結婚するとゆう夢を叶えてもらえて幸せです 式もいつかあげたいな〜 これからもマイペースに生きていきたいと思います！」

## 出演

### テレビ
- U-15 しゃべり場（2002年1月、つくばテレビ）
- Harajukuロンチャーズ（2002年10月 - 2003年9月、BS朝日）
- ザ!世界仰天ニュース（2006年3月15日、日本テレビ）
- ザ・ベストハウス123（2007年5月9日・6月20日・7月11日、フジテレビ）
- ブレイクSG（2010年4月 - 、青森朝日放送）

### 映画
- 恋は五・七・五!（2003年）
- あのこがほしい（2005年）
- 21世紀の観覧車（2005年、スカパー!BB）
- 震!都市伝説（2006年）
- Dear Friends（2007年）

### 雑誌
- 週刊ヤングジャンプ
- CANDy
- nicola
- melon
- 小学六年生
- なかよし
- S Cawaii!
- 渋谷系ファッション&ビューティーマガジンSG

など

### 舞台
- PROPAGANDA STAGE VOL.23「Re-birth」（2006年7月、東京芸術劇場小ホール1）コーコ役

## 作品

### CD
1. 恋はアメリカン〜邦題・恋はいつもアメリカン〜（2005年11月23日、ビクターエンタテインメント）
2. リンク（2006年6月20日、ビクターエンタテインメント）
3. 徒螺津駆尊愚〜トラックソング〜（2006年11月22日、ビクターエンタテインメント）※「松原静香とかかし」名義

### DVD
- First Paradise（2005年5月27日、スリーコード）
- しーちゃんと一緒（2013年12月20日、竹書房）
- ミルキー・グラマー（2014年6月20日、竹書房）